# Halle Bérégovoy
 (mars 2025).
La Halle Bérégovoy (ou Halle des sports Pierre Bérégovoy) est une salle  multisport de basket-ball et de tennis de table située à Mondeville. C'est la salle de l'USO Mondeville.

## Historique
La décision de construire une nouvelle halle des sports est prise à la fin de l'année 1997 et financée sur l'année 1998. Elle est construite en 1999[réf. nécessaire] sur des terrains appartenant à la famille Dauphin, la salle porte le nom de Pierre Bérégovoy, homme politique français. Elle peut accueillir 2 061 personnes avec une tribune fixe et trois tribunes rétractables.
Elle accueille son premier match de l'USO Mondeville le 18 septembre 1999 lors d'une rencontre contre Nice dans le cadre de la ligue féminine.

## Tennis de table
Elle possède une salle spécifique au tennis de table de 12 aires de jeu nationales soit 16 à 20 tables d'entraînement.

## Clubs résidents

### USO Mondeville TTO
Le club utilise la nouvelle salle le 1er septembre 1999 pour ses entrainements.